# 하양초등학교 화성분교
하양초등학교 화성분교는 대한민국 경상북도 경산시에 있었던 공립 초등학교이다.

## 연혁[1]
- 1934년 : 간이학교로 개교
- 1999년 : 하양초등학교 화성분교로 개편
- 2022년 2월 28일: 폐교[2]